# Historia de la obstetricia en Chile

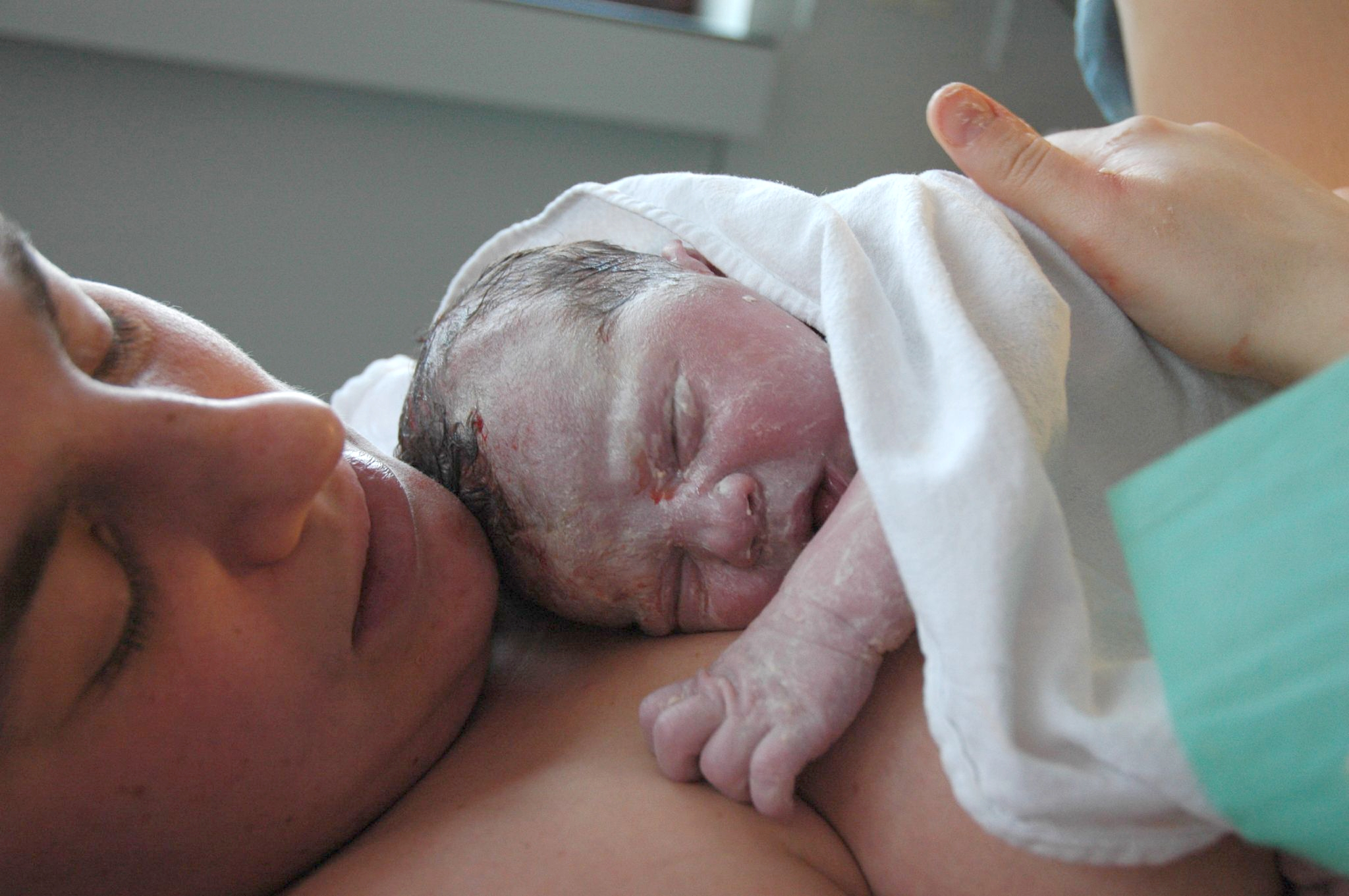
Postparto.

La obstetricia  es una ciencia encargada del cuidado de la salud sexual y reproductiva de la mujer durante toda su vida. Abarcando su cuidado durante el embarazo, parto y puerperio, así como también la salud del recién nacido.
La figura de la matrona ha existido desde los tiempos más remotos, pero con distintos nombres, conociéndose como “parteras”, “comadronas”, “comadres” o “recibidoras”. Todas refiriéndose a quien cuida, acompaña y ayuda a la mujer durante el parto, que principalmente eran mujeres y que no tenían ninguna preparación científica, sino la propia experiencia de haber sido madres y conocer el proceso empíricamente. En un principio la participación de los hombres en esta área se vio restringida por las diferentes religiones, culturas y las distintas posiciones morales de cada sociedad; costumbres que con el tiempo fueron cambiando y poco a poco los hombres se han ido incluyendo a esta profesión.

## Primeros pasos
Para los pueblos originarios, el parto era considerado uno de los rituales más importantes. El proceso consistía en que la mujer se alejaba de su hogar acompañada de sus seres queridos, para recibir al nuevo integrante de la familia en un íntimo contacto con la tierra.
En la época colonial, las parteras pertenecían por lo general a un bajo estrato social. En Santiago, en su mayoría eran mulatas que veían este oficio como una buena manera de ganarse la vida, por lo que era muy menos preciado por la alta sociedad española de ese entonces, a pesar de que las parteras autorizadas eran evaluadas por los alcaldes del cabildo, quienes definían si eran lo suficientemente competentes para la asistencia de partos. Además, el grado de matrona se debía pagar con cien reales de vellón, lo cual no era alcanzable para todas aquellas parteras pertenecientes a un grado socioeconómico bajo, lo que se traducía en una baja cantidad de mujeres dedicadas a este oficio.

## Primeras matronas
La primera partera en la época de la Colonia fue Elena Rolon, reconocida como la primera matrona chilena. Antecediéndola, en 1559 llega a Chile Isabel Bravo desde Perú, quien fue sometida a un examen de sus aptitudes como matrona realizado por el Protomedicato, siendo reconocida en el año 1568 como la primera matrona en Chile. En cuanto a la reglamentación de las parteras, existe un registro de 185 sobre un documento mandado a hacer por el Real Tribunal de Protomedicato para la instrucción de las parteras con el objetivo de mejorar las actividades relacionadas con la asistencia del parto. Encontrando a las parteras Tránsito Muchel y Josefa Orrego, quienes fueron juzgadas en 1790, por el Protomédico doctor José Antonio Ríos.

## Profesionalización

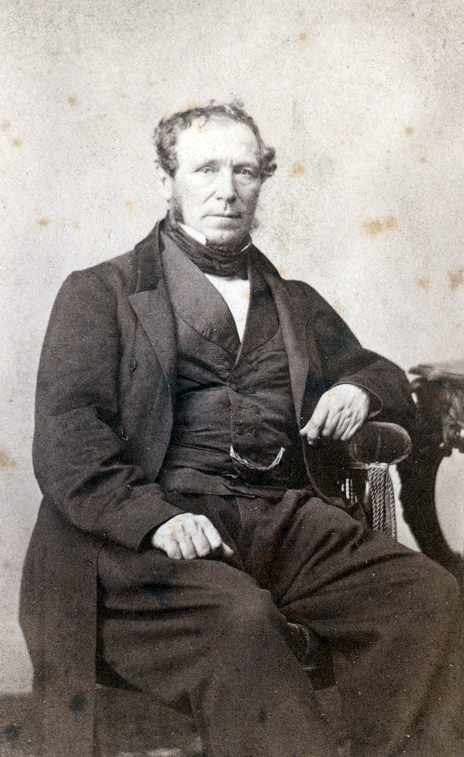
Lorenzo Sazie.

En la primera mitad del siglo XIX comenzó un periodo de medicalización del parto, existiendo la necesidad de llevar el cuidado de las matronas más allá del parto, abarcando el periodo del preparto y el puerperio, debido a que las condiciones sanitarias de la época eran deplorables a causa de las grandes epidemias que atacaron al país, como el cólera, sarampión, escarlatina y la fiebre puerperal lo que causó la muerte de un gran número de mujeres. Para enfrentar estos problemas de salud que estaban afectando a la población, el gobierno decidió fundar un sistema de escuelas estatales para la formación de médicos, farmacéuticos y matronas. Fue así como el 16 de julio de 1834 se creó la Escuela de Obstetricia de la Universidad de Chile a cargo del médico francés Lorenzo Sazié Laterrade-Pilo, donde el Decreto Supremo estableció las características que se debía tener para la admisión gratuita en la carrera de Obstetricia: “Para las mujeres de esta capital que deseando dedicarse a la profesión sepan leer y escribir, hayan recibido una decente educación y sean jóvenes, robustas y bien constituidas”.
En ese entonces, el curso tenía una duración de dos años que incluía 17 asignaturas, entre ellas estaban Anatomía descriptiva y topográfica de la pelvis y de las partes blandas que la cubren; Preñez uterina simple; Arte de sangrar y procedimientos para la aplicación de ventosas, entre otras. En 1930 se amplió a 3 años incluyendo un internado en maternidad y luego, en 1968, se aumentan a 4 años los estudios, lo que permaneció hasta el año 1981, donde se suman los internados de Obstetricia y Neonatología, además de la formación de postgrado.

## sigloXXI
Actualmente la carrera Obstetricia se imparte en la mayoría de las universidades del país, tanto estatales como privadas, lo que consiste en 10 semestres de estudio teórico-práctico, siendo la misión crear profesionales capaces de otorgar un cuidado integral a la mujer y al recién nacido. 
El campo laboral es amplio y tiene un alto nivel de empleabilidad, teniendo un 99 % al primer año de egreso.
Gracias a los profesionales de salud en el área de la obstetricia y a los avances tecnológicos, es que la tasa de mortalidad materna (26 por cada 1000 nacidos vivos, 2008) y la tasa de mortalidad neonatal (5,3 por cada 1000 nacidos vivos en 2009) han ido disminuyendo paulatinamente en el tiempo, encontrándose dentro de los niveles más bajos de mortalidad materna y perinatal en Latinoamérica.
En el año 2020 Chile se convierte en el cuarto país en el mundo en reconocer la importancia de la Matroneria en el liderazgo de su área en la Salud Sexual Reproductiva (SSR) instaurando el primer cargo de Dirección Nacional de Matroneria en el Ministerio de Salud, durante el mandato del Presidente Sebastián Piñera, y mientras fuera Ministro de la Cartera de Salud el Dr. Enrique Paris. La primera encargada en asumir este desafío fue la matrona Giorgia Cartes Bravo quien hasta ese momento se desempeñaba como Matrona Coordinadora del Hospital San José en la comuna de Independencia, Santiago, la cual es la maternidad más grande de Chile con más de 9000 partos anuales. 